# Letní olympijské hry 1916
Očekávané Letní olympijské hry v roce 1916, oficiálně zvané VI. olympijské hry, se měly konat v Berlíně v Německu. Po propuknutí první světové války v roce 1914 přípravy her pokračovaly a nikdo nepředpokládal, že se válka protáhne na čtyři roky. Hry však nakonec musely být zrušeny a staly se tak prvními z několika zrušených her v historii olympijského hnutí – dalšími byly letní a zimní hry v letech 1940 a 1944, které se nekonaly rovněž kvůli světovému konfliktu. 
Nabídky na uspořádní hry v roce 1916 mimo Berlína dostaly i Alexandrie a Budapešť.
Plánován byl také víkend zimních sportů se sporty rychlobruslení, krasobruslení a lední hokej a severská kombinace. Hlavní stadion měl být Deutsches Stadion, který byl postaven v letech 1912–1913 v Olympiaparku v Berlíně.